# Igreja da Imaculada Conceição (Bangkok)
A Igreja da Imaculada Conceição em Bangkok é o mais antigo templo católico na Tailândia. A história desta igreja e da sua construção são um exemplo da tolerância religiosa do povo tailandês.
Os missionários portugueses chegaram pela primeira vez à Tailândia em 1567. Bangkok, nesse momento, era um porto no rio Chao Phraya, no caminho para Ayuthaya. Em 1674, durante a era de Ayutthaya, o rei Narai, o Grande concedeu terras em Bangkok para a comunidade portuguesa com o intuito de de construir a Igreja da Imaculada Conceição. Os franceses tinham tentado em várias expedições converter ao catolicismo o rei Narai. Este, apesar da sua negativa, permitiu aos missionários franceses e portugueses continuar o seu trabalho de difusão da sua fé.